# Phéochromocytome
 Mise en garde médicale
Un phéochromocytome est une affection tumorale parfois maligne. Cette tumeur se développe à partir des cellules chromaffines de la médullo-surrénale. Ne pas confondre avec le corticosurrénalome (en) qui, quant à lui, se développe à partir du cortex de la glande surrénale. Celui-ci se manifeste par une hypertension artérielle grave.

## Épidémiologie
Cette tumeur est exceptionnelle, mais touche des patients relativement jeunes (20-50 ans). Elle concerne moins de 0,3 % des hypertensions artérielles. Son caractère malin est encore plus rare, mais redoutable, avec l'émission de métastases hépatiques et osseuses.

## Historique
Sa première description remonte à 1886 par Félix Fränkel chez une patiente décédée de ce qu'il pensait être un cancer des glandes surrénales. Le terme phéochromocytome apparaît en 1912 et correspond à une coloration particulière des tissus surrénaliens après fixation au chromate.

## Diagnostic
Il doit être évoqué devant les symptômes, l'imagerie retrouve une masse surrénalienne. Dans 10 % des cas on retrouve une masse extra-surrénalienne, on parle alors de paragangliome. Le diagnostic définitif est anatomo-pathologique.
Il pourrait parfois être confondu avec une acrodynie.

### Clinique
Les signes cliniques du phéochromocytome sont induits par la sécrétion excessive des catécholamines (adrénaline et noradrénaline). Ce tableau clinique comprend :
- une hypertension artérielle et une perte de poids ;
- classiquement une pâleur due à la vasoconstriction périphérique ;

associée à une triade symptomatique typique (appelée aussi « triade de Menard »[réf. souhaitée]) mais inconstante associant :
1. Des céphalées pulsatiles ;
2. Des palpitations cardiaques et tachycardie ;
3. Des sueurs profuses.

L'hypertension peut être paroxystique ou permanente. Rarement, elle peut être absente, soit en raison d'une hypovolémie, soit à cause d'une diminution en concentration des récepteurs adrénergique.
Le phéochromocytome peut également se manifester par une insuffisance cardiaque sur une cardiomyopathie dilatée. Il peut également être associée à un diabète de type II.
Le phéochromocytome est le plus souvent d'origine génétique, il est donc important de rechercher les éléments qui pourront faire suspecter une maladie de Von Hippel-Lindau, une néoplasie endocrinienne multiple ou une neurofibromatose de type 1 ou maladie de Recklinghausen.

### Biologie
Il repose sur le dosage des catécholamines et de leurs métabolites plasmatiques et urinaires, métanéphrines (en) et chromogranine plasmatique, métanéphrine et normétanéphrine urinaires des 24 heures, dont le taux est très élevé. La normalité des valeurs n'exclut cependant pas le diagnostic si le patient a une pression artérielle normale durant les prélèvements.

### Anomalies génétiques associées
- Recherche d'une néoplasie endocrinienne multiple de type 2 (NEM2) :
  - recherche d'une mutation du proto-oncogène RET ;
  - recherche d'une hyperparathyroïdie ;
  - recherche d'un cancer médullaire de la thyroïde.

- Recherche d'une mutation du gène VHL (maladie de Von Hippel-Lindau)

- Neurofibromatose de type 1

- Mutation des gènes SDHB, SDHC, SDHD, SDHAF2 ou TMEM127

## Imagerie
La tumeur est surrénalienne dans la grande majorité des cas mais il peut exister des localisations autres.
La scintigraphie au MIBG (Méta-iodobenzylguanidine) a une spécificité proche de 100 % mais une sensibilité moindre.  
Les tomographies d'émission de positons au 18F-DOPA ou aux analogues de la somatostatine marqués au 68Ga, plus simples à réaliser que la scintigraphie au MIBG et proposent une meilleure efficacité diagnostique. La TEP aux analogues de la somatostatine permet également un bilan pré-thérapeutique pour la radiothérapie interne vectorisée. 
Le scanner (Tdm) ou IRM thoraco-abdominal permet de détecter la tumeur sécrétant avec une très bonne sensibilité mais avec une spécificité moindre.

## Traitement
La prise en charge du phéochromocytome relève de services hautement spécialisés de fait de :
- la rareté de cette maladie ;
- la nécessité d'une exploration génétique ;
- la difficulté de la prise en charge chirurgicale, et en particulier l'anesthésie per-opératoire ;
- la complexité de la stratégie thérapeutique des formes malignes.

Elle consiste en une ablation chirurgicale de la surrénale (Surrénalectomie) par voie cœlioscopique en général. L'intervention est délicate au vu du risque de poussée hypertensive durant l'intervention. Une préparation médicamenteuse par alpha et bêta-bloquants permet de prévenir ce risque.